# 白沙导弹靶场
白沙导弹靶场（英語：White Sands Missile Range）位于美國新墨西哥州阿拉莫戈多，该导弹靶场由美国陆军所管理，面积大约8,287平方公里，为美国最大军事设施。它被称作美国陆军导弹的摇篮。

## 歷史地標
- 三位一體核試場：人類史上首次核試驗的地點
- V-2發射場：美掣V-2火箭的實驗地方